# Andy Dawson
Andrew Stuart „Andy“ Dawson (* 20. Oktober 1978 in Northallerton) ist ein ehemaliger englischer Fußballspieler auf der Position des Verteidigers und aktueller -trainer. Seine Brüder Michael Dawson und Kevin Dawson spielen ebenfalls professionell Fußball.

## Karriere
Dawson startete seine Karriere bei Nottingham Forest, kam aber dort nicht zum Einsatz, worauf er an Scunthorpe United verliehen wurde. Er kehrte jedoch nicht zu Nottingham Forest zurück, sondern unterzeichnete bei Scunthorpe United einen Vertrag über vier Jahre. Am 16. Mai 2003 wechselte Dawson, dessen Vertrag bei Scunthorpe United nicht verlängert wurde, ablösefrei zu Hull City. Dawson ist bekannt für seine gefährlichen Distanzschüsse, wodurch er schon einige Tore erzielte. Am Ende der Saison 2006/07 wurde Dawson zu Hull City's Player of the Year gewählt. Zusammen mit seinen Teamkollegen Ian Ashbee, Boaz Myhill und Ryan France gründete er eine Band, die Lieder für ihren Klub spielt. Nach dem Aufstieg in die Premier League, die höchste englische Spielklasse, in der Saison 2007/08 feierte Dawson am 16. August 2008 beim 2:1-Heimsieg gegen den FC Fulham sein Debüt in der Premier League.